# کای آتو
کای آتو (انگلیسی: Kai Atō؛ ۱۴ نوامبر ۱۹۴۶ – ۱۵ نوامبر ۲۰۱۵) بازیگر، سلبریتی اهل ژاپن بود.
از فیلم‌ها یا برنامه‌های تلویزیونی که وی در آن نقش داشته‌است می‌توان به کاگه‌موشا، ایستگاه (فیلم ۱۹۸۱) اشاره کرد.